# Ministère du Commerce (Venezuela)
Pour les articles homonymes, voir Ministère du Commerce.
Le ministère du Commerce (Ministerio del Poder Popular para el Comercio, en espagnol, littéralement, « ministère du Pouvoir populaire pour le Commerce ») est un ancien ministère du gouvernement du Venezuela dissout en 2015.

## Liste des ministres du Commerce
| Image | Nom                     | Parti | Début           | Fin             |
| ----- | ----------------------- | ----- | --------------- | --------------- |
|       | Isabel Delgado          |       | 2014            | 2015            |
|       | Dante Rivas             | PSUV  | 3 février 2014  | 2014            |
|       | José Khan               |       | 2014            | 2014            |
|       | Alejandro Fleming       | PSUV  | 21 avril 2013   | 15 janvier 2014 |
|       | Edmée Betancourt        |       | 2011            | 2013            |
|       | Richard Canán           |       | 2010            | 2011            |
|       | Eduardo Samán           |       | 2009            | 2010            |
|       | William Contreras       |       | 2008            | 2009            |
|       | María Cristina Iglesias |       | 2006            | 2008            |
|       | Edmée Betancourt        |       | 2005            | 2006            |
|       | Wilmar Castro Soteldo   |       | 2003            | 2005            |
|       | Ramón Rosales           |       | 2002            | 2003            |
|       | Adina Bastidas          |       | 13 janvier 2002 | 6 mai 2002      |
|       | Luisa Romero            |       | 2001            | 2001            |
|       | Juan de Jesús Montilla  |       | 1999            | 2001            |
|       | Gustavo Márquez         |       | 1999            | 1999            |
|       | Héctor Maldonado Lira   |       | 1998            | 1999            |
|       | Freddy Rojas Parra      |       | 1997            | 1998            |